# Pedro Araya Toro
Pedro Damián Araya Toro (født 23. januar 1942 i Santiago, Chile) er en tidligere chilensk fodboldspiller (højre kant).
Arayas karriere blev tilbragt i henholdsvis hjemlandet og i Mexico. Længst tid spillede han hos Universidad de Chile, hvor han i løbet af sine 11 sæsoner var med til at vinde fire chilenske mesterskaber. I Mexico repræsenterede han Real San Luis og Club Atlas.
Araya spillede desuden 65 kampe og scorede 14 mål for det chilenske landshold. Han var en del af det chilenske hold, der deltog ved VM i 1966 i England. Her spillede han alle holdets tre kampe, men kunne ikke forhindre at chilenerne blev slået ud efter det indledende gruppespil.

## Titler
Primera División de Chile
- 1962, 1964, 1965, 1967 og 1969 med Universidad de Chile